# Władysław Wojtasik

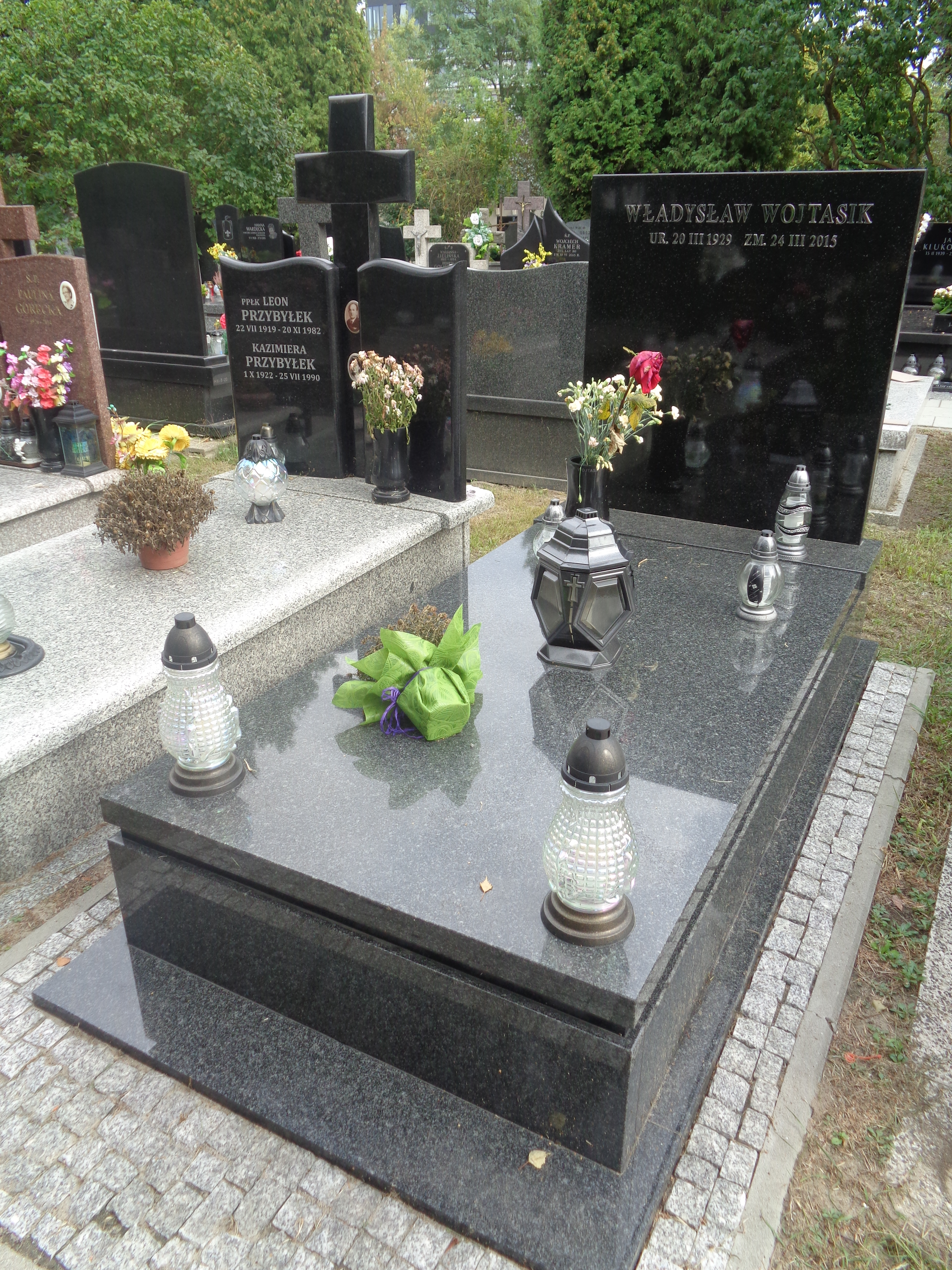
Grób Władysława Wojtasika na Cmentarzu Wojskowym na Powązkach

Władysław Wojtasik (ur. 20 marca 1929 w Chrobrzu, zm. 24 marca 2015) – polski dyplomata, rezydent wywiadu PRL w Paryżu, ambasador PRL w Rumunii i w Chińskiej Republice Ludowej, pułkownik aparatu bezpieczeństwa PRL.

## Życiorys
Pochodził z rodziny chłopskiej. W czasie wojny walczył w szeregach Armii Ludowej. Ukończył studia w Szkole Głównej Służby Zagranicznej. Od 1945 był pracownikiem Powiatowego Urzędu Bezpieczeństwa Publicznego w Ząbkowicach Śląskich, a następnie Wojewódzkiego Urzędu Bezpieczeństwa Publicznego we Wrocławiu. W 1950 roku rozpoczął pracę w Departamencie III Ministerstwa Bezpieczeństwa Publicznego (MBP) odpowiedzialnym między innymi za zwalczanie podziemia antykomunistycznego. Po ukończeniu rocznego kursu KGB w Moskwie pracował w Komitecie do spraw Bezpieczeństwa Publicznego (KdsBP). W kolejnych latach Władysław Wojtasik pracował w MSZ oraz w polskich misjach dyplomatycznych, między innymi jako rezydent wywiadu PRL w Paryżu jako pracownik ambasady w stopniu I sekretarza (1962–1964). Po powrocie był wicedyrektorem i dyrektorem departamentu w MSZ. W latach 1973–1979 był ambasadorem PRL w Rumunii, a w latach 1980–1984 ambasadorem PRL w Chińskiej Republice Ludowej. We wrześniu 1969 wszedł w skład Prezydium Zarządu Głównego ZBoWiD. Był członkiem Polskiej Zjednoczonej Partii Robotniczej.
Zmarł 24 marca 2015 roku. Pochowany jest na Cmentarzu Wojskowym na Powązkach (kwatera HII-7-23). 

## Wybrane odznaczenia[6]
- Krzyż Srebrny Orderu Virtuti Militari
- Krzyż Walecznych
- Krzyż Partyzancki
- Krzyż Kawalerski Orderu Odrodzenia Polski
- Odznaka Opiekuna Miejsc Pamięci Narodowej (1970)[7]